# Витрина
Витрина је врста намештаја, који се најчешће прави од дрвета, има четири ногара, фиоке и полице. Служи за држање разних ситница, на њој може стајати телевизор итд.
Витрине понекад имају једна или више врата на предњој страни, која су монтирана шаркама, а понекад и бравом. Витрине могу имати једна или више врата, фиоке и/или полице. Кратки ормарић често имају готову површину на врху која се може користити за излагање, или као радна површина, као што су радне плоче које се налазе у кухињама.
Витрина је намењена за употребу у спаваћој соби и са неколико фиока обично постављених једна изнад друге у једној или више колона намењених за одећу и ситне предмете назива се комода. Мали ноћни ормарић се чешће назива ноћни ормарић или ноћни сто. Висок орман намењен за одлагање одеће, укључујући качење одеће, назива се шифоњер или орман, или (у неким земљама) орман ако је уграђен у виду плакара.

## Историја
Пре појаве индустријског дизајна, произвођачи ормара били су одговорни за дизајн и производњу било ког комада намештаја. У последњој половини 18. века, столари, као што су Томас Шератон, Томас Чипендејл, конструктори кабинета Шејвер и Вормли браћа, и Џорџ Хеплвајт, такође су објављивали књиге о облицима намештаја. Ове књиге су биле збирке њихових дизајноваа и дизајноваа других произвођача витрина. Најпознатији столар пре појаве индустријског дизајна је вероватно Филип Коза (11. новембар 1642 – 29. фебруар 1732), а његово наслеђе је познато као „Булов рад“ и Булова школа, колеџ лепих уметности и заната и примењених уметности у Паризу, данас сведочи о његовој уметности.
Са индустријском револуцијом и применом снаге паре на алате за прављење ормана, технике масовне производње постепено су примењиване на скоро све аспекте израде витрина, а традиционална продавница ормара престала је да буде главни извор намештаја, кућног или комерцијалног. Паралелно са овом еволуцијом, дошло је до растуће потражње растуће средње класе у већини индустријализованих земаља за фино направљеним намештајем. 
Пре 1650, фини намештај је био реткост у западној Европи и Северној Америци. Углавном, људима то није било потребно и углавном то нису могли приуштити. Задовољили су се једноставним, али услужним комадима.
Покрет за уметност и занат који је започео у Уједињеном Краљевству средином 19. века подстакао је тржиште за традиционалну израду витрина и других занатских производа. Брзо се проширио на Сједињене Државе и на све земље Британске империје. Овај покрет је илустровао реакцију на еклектични историзам викторијанске ере и на „бездушну“ машинску производњу која је почела да постаје широко распрострањена. Током тог времена, скоро једна четвртина становништва Уједињеног Краљевства је рекла да је израда витрина једна од најплеменитијих и највреднијих вештина, и било је 31% оних који су сматрали корисним да њихова деца науче уметност израде витрина.
После Другог светског рата обрада дрвета је постала популаран хоби међу средњом класом. Озбиљнији и вештији аматери у овој области сада израђују комаде намештаја који парирају раду професионалних столара. Заједно, њихов рад сада представља само мали проценат производње намештаја у било којој индустријској земљи, али њихов број је знатно већи од броја њихових колега у 18. веку и раније.

## Школе дизајна

### Гламур
Гламур стил је првобитно био комбинација енглеског, грчког препорода, француског регентства и холивудског гламура. Главне боје глам ормара могу пратити јаке или меке и луксузне правце. Најважнија карактеристика овог стила је комбинација светлијих неутралних тонова са интензивним, оштрим тамним нијансама попут црне, тамноплаве и драгуља. Главне карактеристике гламура у кабинету су:
- Метални оквири (златни или сребрни)
- Тамне, сјајне завршне обраде
- Украси и додаци од кристала и метала (на пример, гламурозне ручке за ормаре[12] са кристалним елементима)
- Естетика у златним тоновима са сјајном белом и црном у огледалу
- Скулптуралне линије

### Француска провинцијална школа
Овај стил дизајна је украшен. Француски провинцијски предмети су често обојени или офарбани, остављајући дрво сакривеним. Углови и косине се често украшавају златним листићима или дају неком другом врстом позлате. Равне површине често имају уметничка дела као што су пејзажи насликани директно на њима. Дрво које се користило у француским провинцијама је варирало, али је често првобитно било од букве.

### Рани амерички колонијални стил
Овај дизајн наглашава и форму и материјале. Ране америчке столице и столови су често направљени од окренутих вретена и наслона столица који су често направљени помоћу паре за савијање дрвета. Одабир дрвета обично је листопадно тврдо дрво са посебним нагласком на воћно дрвеће као што су трешња или орах.

### Стилу мисије
Дизајн мисије карактеришу равне, дебеле хоризонталне и вертикалне линије и равни панели. Најчешћи материјал који се користи у овом намештају је храст. За ормане из раних мисија, материјал избора био је бели храст, који су често потамњивали кроз процес познат као „димљење“. Хардвер је често видљив на спољној страни комада и направљен од црног гвожђа. То је стил који је постао популаран почетком 20. века; популаризован од стране дизајнера у покретима Уметност и занат и Нова уметност.